# Maria Doria
Maria Doria este un vapor comercial ficțional ce apare în seria de jocuri Tomb Raider, respectiv Tomb Raider II. Lara Croft se găsește în interiorul acesteia și trebuie să reușească să scape din epavă. El transporta un artefact misterios Serapis care reprezentă cheia intrării în peșterile Talionului din munții Himalaya. Se pare că numele a fost inspirat după un vas real numit SS Andrea Doria.